# Kassa (Mbarnang)
Pour les articles homonymes, voir Kassa.
Kassa est un village du Cameroun situé dans le département du Djérem et la Région de l'Adamaoua. Il fait partie de la commune de Ngaoundal.

## Population
Lors du recensement de 2005, le village était habité par 728 personnes, 366 de sexe masculin et 362 de sexe féminin.